# 10-й военный округ (вермахт)
10-й военный округ (нем. Wehrkreis X) — единица военно-административного деления Вооружённых сил Германии во времена нацистской Германии. Создан в 1935 году и просуществовал до 1945 года. Военный округ обеспечивал военную безопасность на территориях провинций Шлезвиг-Гольштейн, Ганновер (северная часть), городов Бремен и Гамбург, а также набор и подготовку частей вермахта в этих районах. Командованию военного округа подчинялись 3 инспекции комплектования (нем. Wehrersatzbezirk), расположенные в Шлезвиг-Гольштейне, Гамбурге и Бремене. Штаб-квартира военного округа находилась в Гамбурге, в монументальном здании, построенном в 1935 году на улице Софийская терраса в районе Гамбург-Харвестехуд.

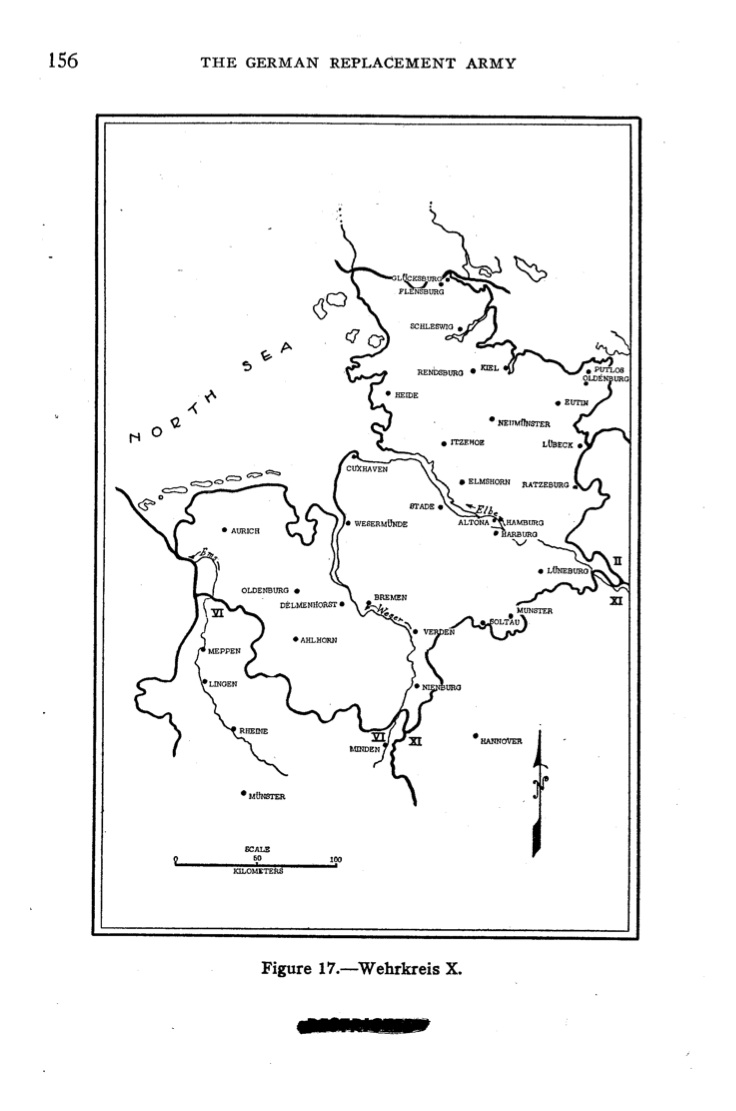
Карта 10-го военного округа

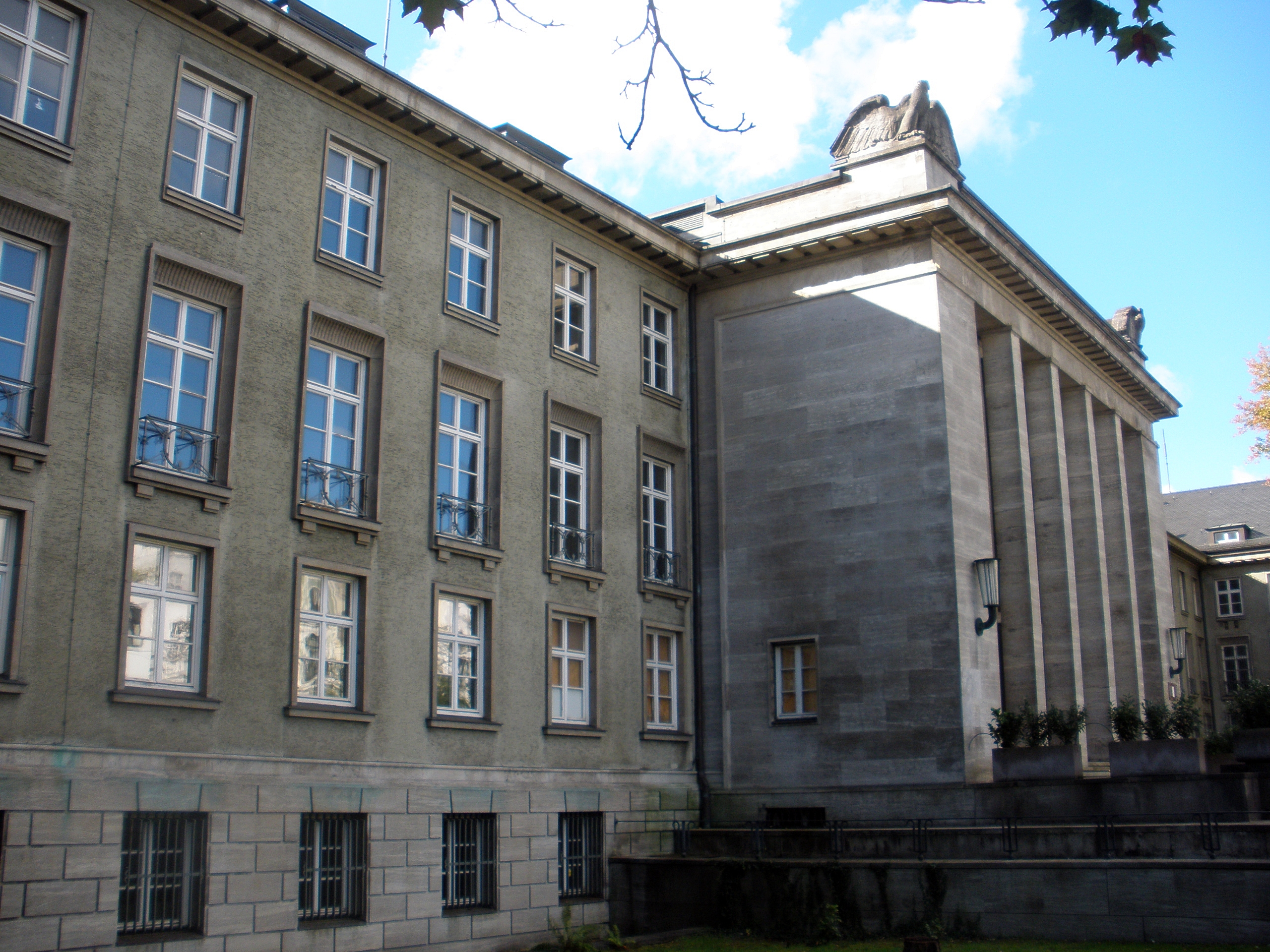
Штаб-квартира 10-го военного округа в Гамбурге

## Командование

### Командующие
- генерал кавалерии Вильгельм Кнохенгауэр (нем. Wilhelm Knochenhauer) (1935—1939)
- генерал инфантерии Эрих Людке (нем. Erich Lüdke) (1939—1940)
- генерал инфантерии Максимилиан Шванднер (нем. Maximilian Schwandner) (1940)
- генерал от артиллерии Петер Вейер (нем. Peter Weyer) (1940—1941), позднее командовал 1-м военным округом
- генерал инфантерии Эрих Рашик (нем. Erich Raschick) (1941—1944)
- генерал инфантерии Вильгельм Ветцель (нем. Wilhelm Wetzel) (1944—1945)

## Лагеря военнопленных
В 10-й военный округ были включены лагеря военнопленных:
- Шталаг X A Шлезвиг (Шлезвиг-Гольштейн)
  - Шталаг X Az Кальтенкирхен
- Шталаг X B Зандбостель (Нижняя Саксония)
- Шталаг X C Нинбург (Нижняя Саксония)
- Шталаг X D (310) Витцендорф (Нижняя Саксония)
- Офлаг X Гогензальца (Вартеланд, ныне Польша)
- Офлаг X A Итцехо (Шлезвиг-Гольштейн)
- Офлаг X B Нинбург (Нижняя Саксония)
- Офлаг X C Любек (Шлезвиг-Гольштейн)
- Офлаг X D Гамбург-Фишбек (ныне район Гамбурга)
- Лагерь гестапо «Чёрная дорога» (нем. Schwarzer Weg) в Вильгельмсхафене (Нижняя Саксония)